# Outreau
Outreau (ndl.: "Wabingen") ist eine französische Gemeinde mit 13.398 Einwohnern (Stand: 1. Januar 2022) im Département Pas-de-Calais in der Region Hauts-de-France. Sie gehört zum Arrondissement Boulogne-sur-Mer und ist Hauptort des Kantons Outreau. Die Einwohner werden Outrelois genannt. 

## Geografie
Die Stadt Outreau liegt etwa 35 Kilometer südwestlich von Calais an der Mündung der Liane in den Ärmelkanal.
Nachbargemeinden von Outreau sind Boulogne-sur-Mer im Norden, Saint-Martin-Boulogne im Nordosten, Saint-Léonard im Osten, Saint-Étienne-au-Mont im Süden, Équihen-Plage im Südwesten sowie Le Portel im Westen und Nordwesten.

## Geschichte
Unter flämischen Einfluss war der Name der Ortschaft im 9. Jahrhundert noch Walbodinga, Walbodeghem, auch als Wabingen genannt. Mit dem Frieden von Outreau 1550 konnte zwischen England und Frankreich Boulogne an das Festland gegen Zahlung von 400.000 Golddukaten zurückgegeben werden. 
Im Zweiten Weltkrieg erlebte Outreau wie die Umgebung erhebliche Zerstörungen.

### Bevölkerungsentwicklung
| Jahr      | 1962   | 1968   | 1975   | 1982   | 1990   | 1999   | 2006   | 2017   |
| Einwohner | 13.548 | 13.735 | 14.731 | 14.590 | 15.279 | 15.222 | 14.412 | 13.422 |

## Sport
Im Jahr 2025 führte die Tour de France auf der 2. Etappe durch die Gemeinde Outreau. Auf der Rue du Havet wurde mit der Côte d’Outreau (86 m) eine Bergwertung der 4. Kategorie abgenommen. Diese wies auf einer Länge von 800 Metern eine durchschnittliche Steigung von 8,8 % auf. Die Bergwertung sicherte sich der Franzose Kévin Vauquelin.

## Sehenswürdigkeiten
- Mahnmal für die Toten und Gefallenenfriedhof

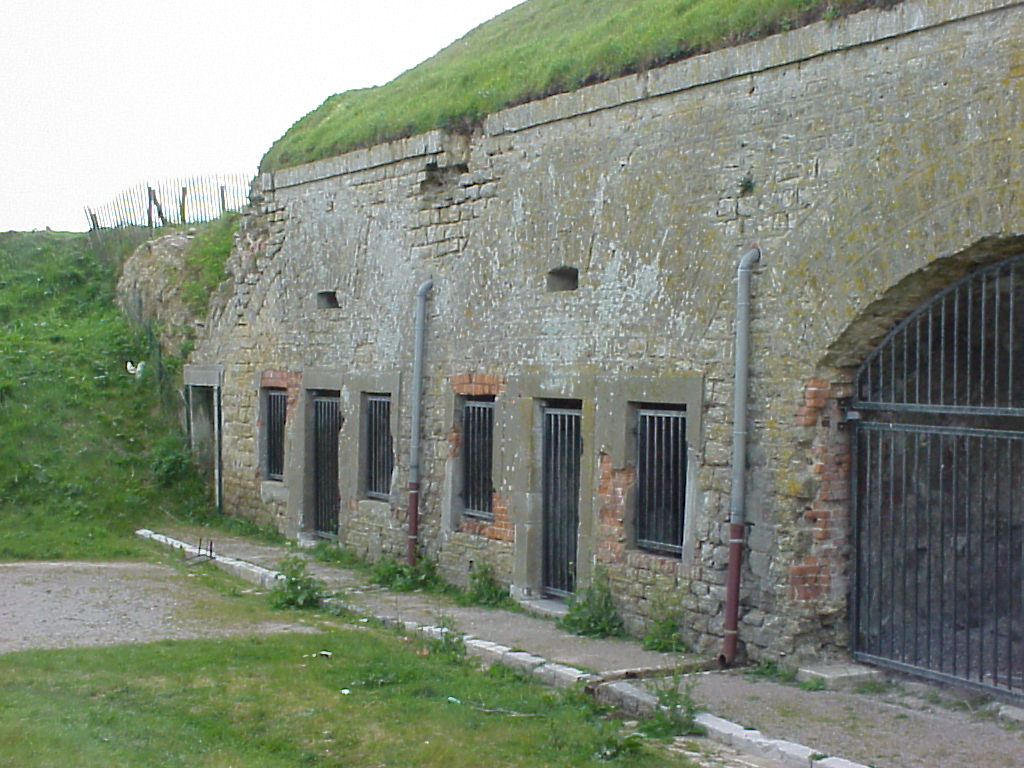
Fort Outreau
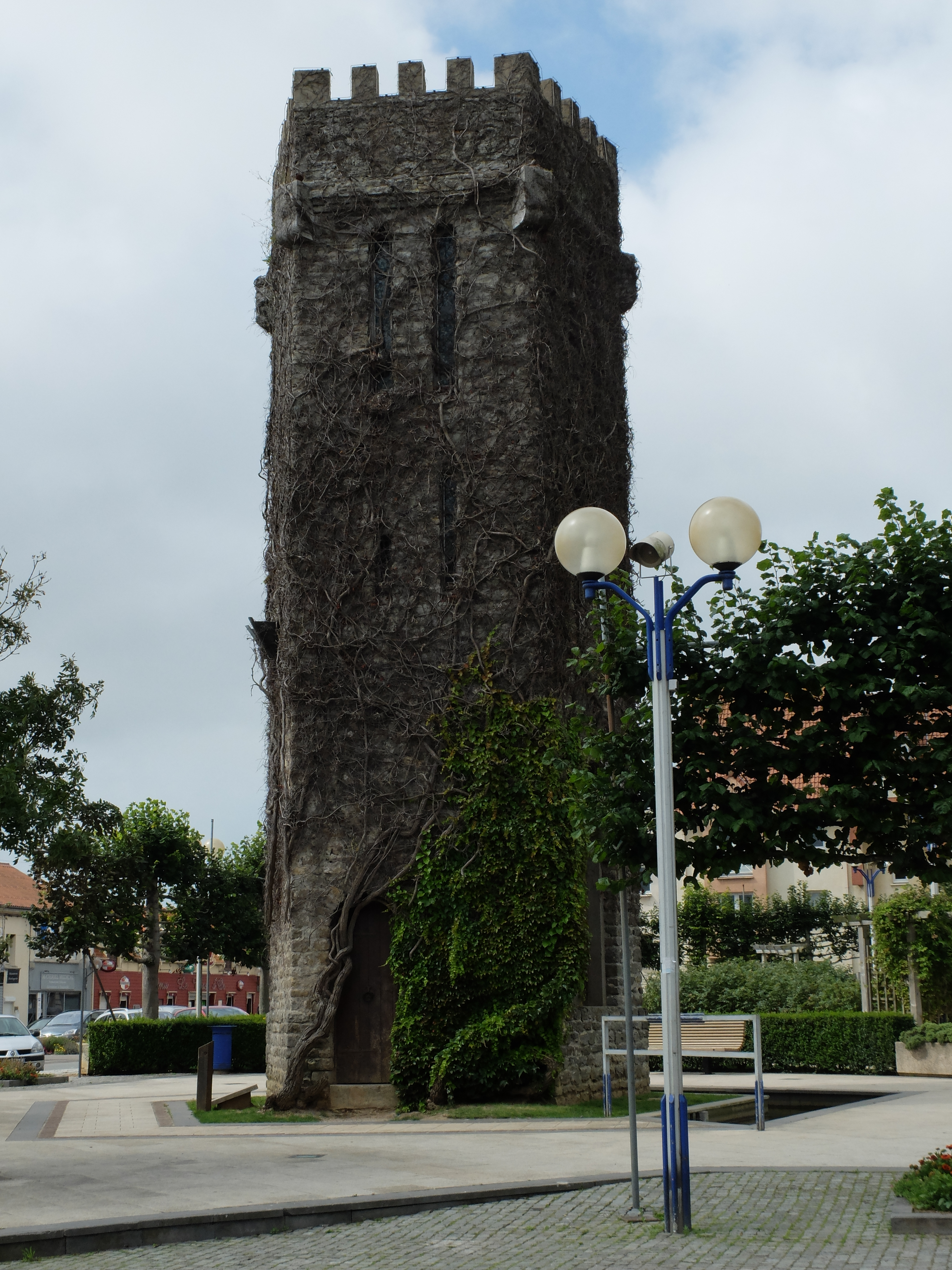
Turmruine als Rest des Château Lonquéty
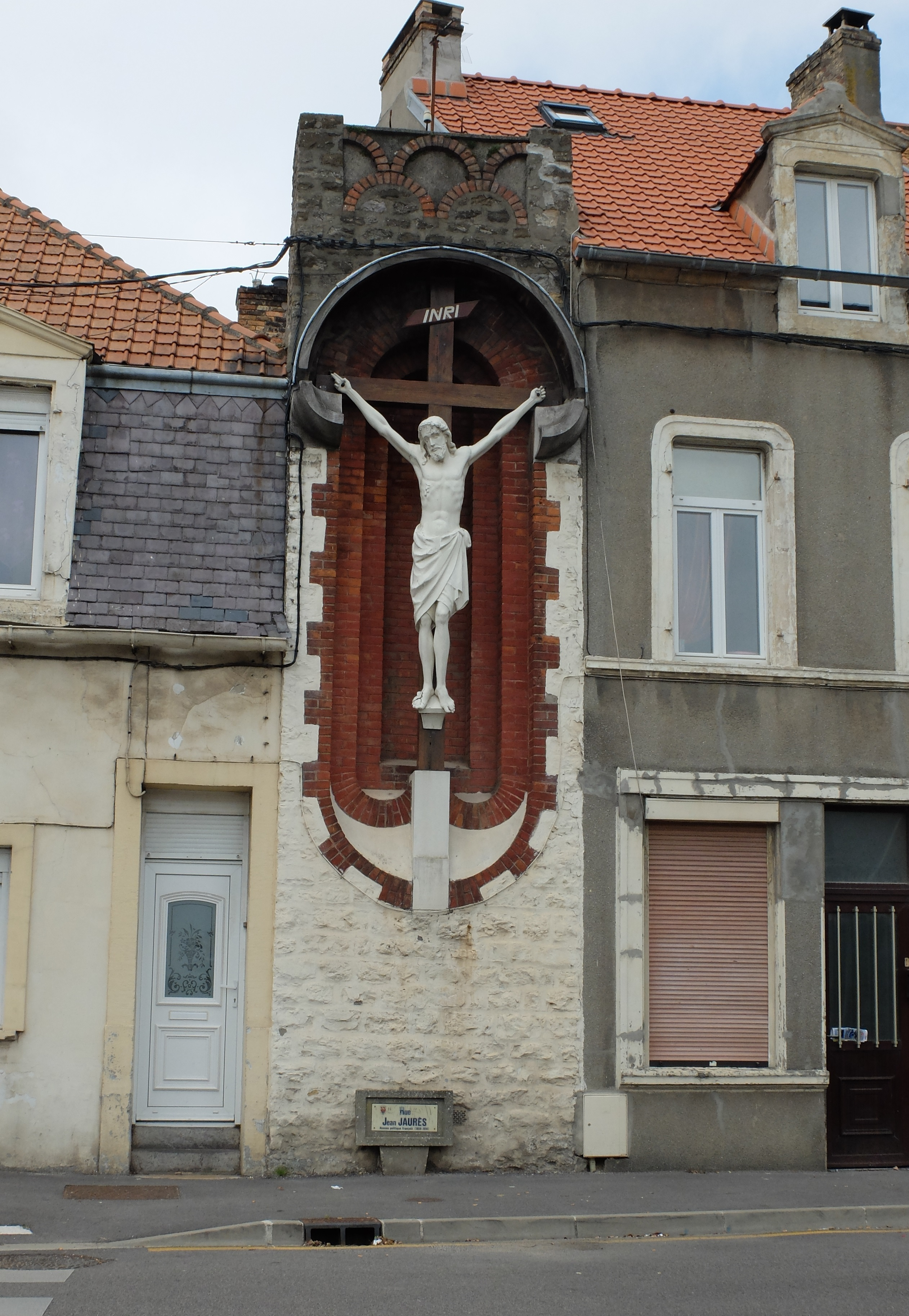
Kruzifix in der Rue Jean-Jaurès

- Fort Outreau
- Turmruine als Rest des Château Lonquéty
- Kruzifix in der Rue Jean-Jaurès

## Gemeindepartnerschaft
Seit 1989 besteht eine Partnerschaft mit Eppelborn im Saarland (Deutschland).

## Persönlichkeiten
- Marie Armand Patrice de Mac Mahon (1855–1927), Brigadegeneral
- Jean-Charles Cazin (1841–1901), Maler und Bildhauer